# Ruhrkämpferehrenmal

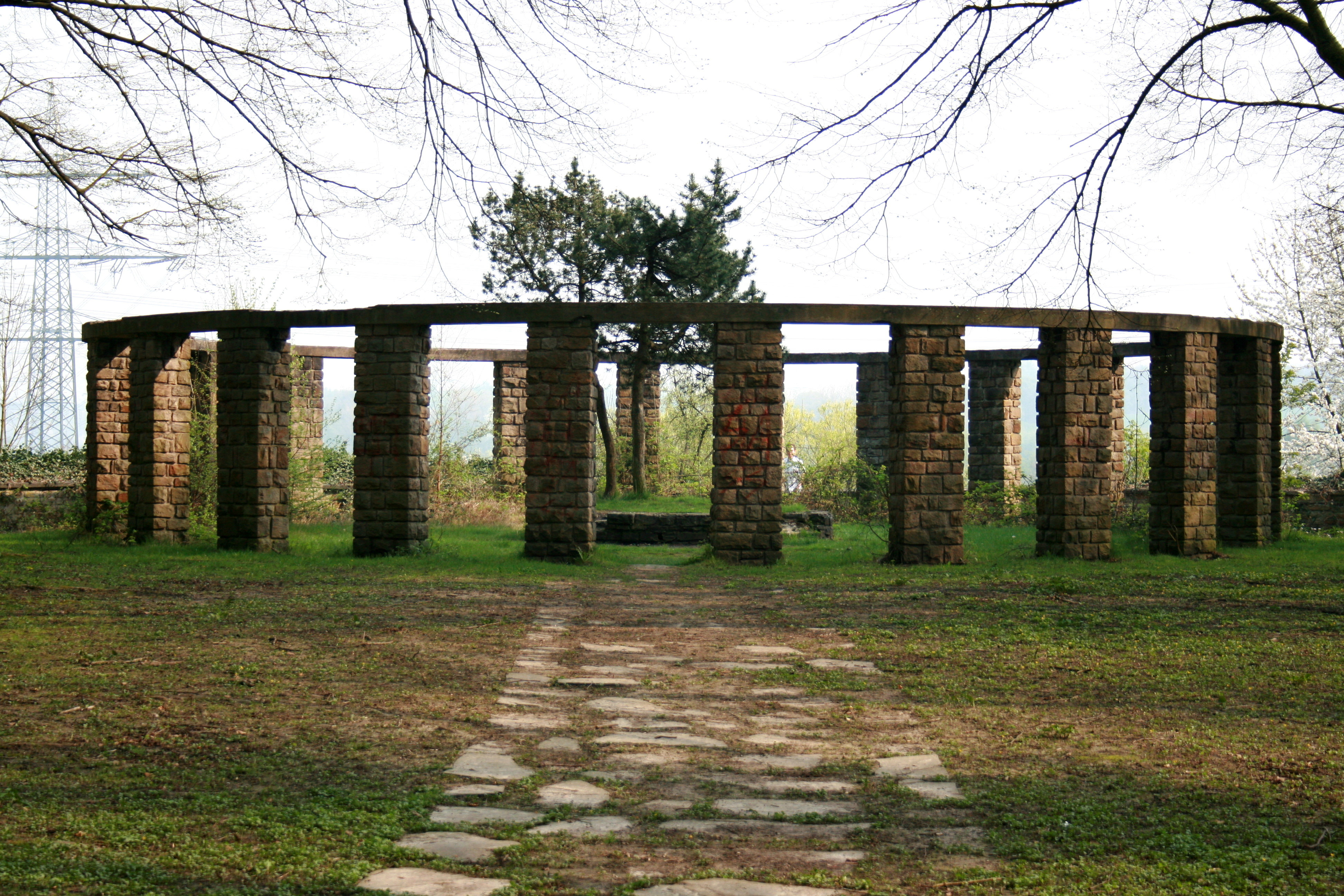
Ruhrkämpferehrenmal

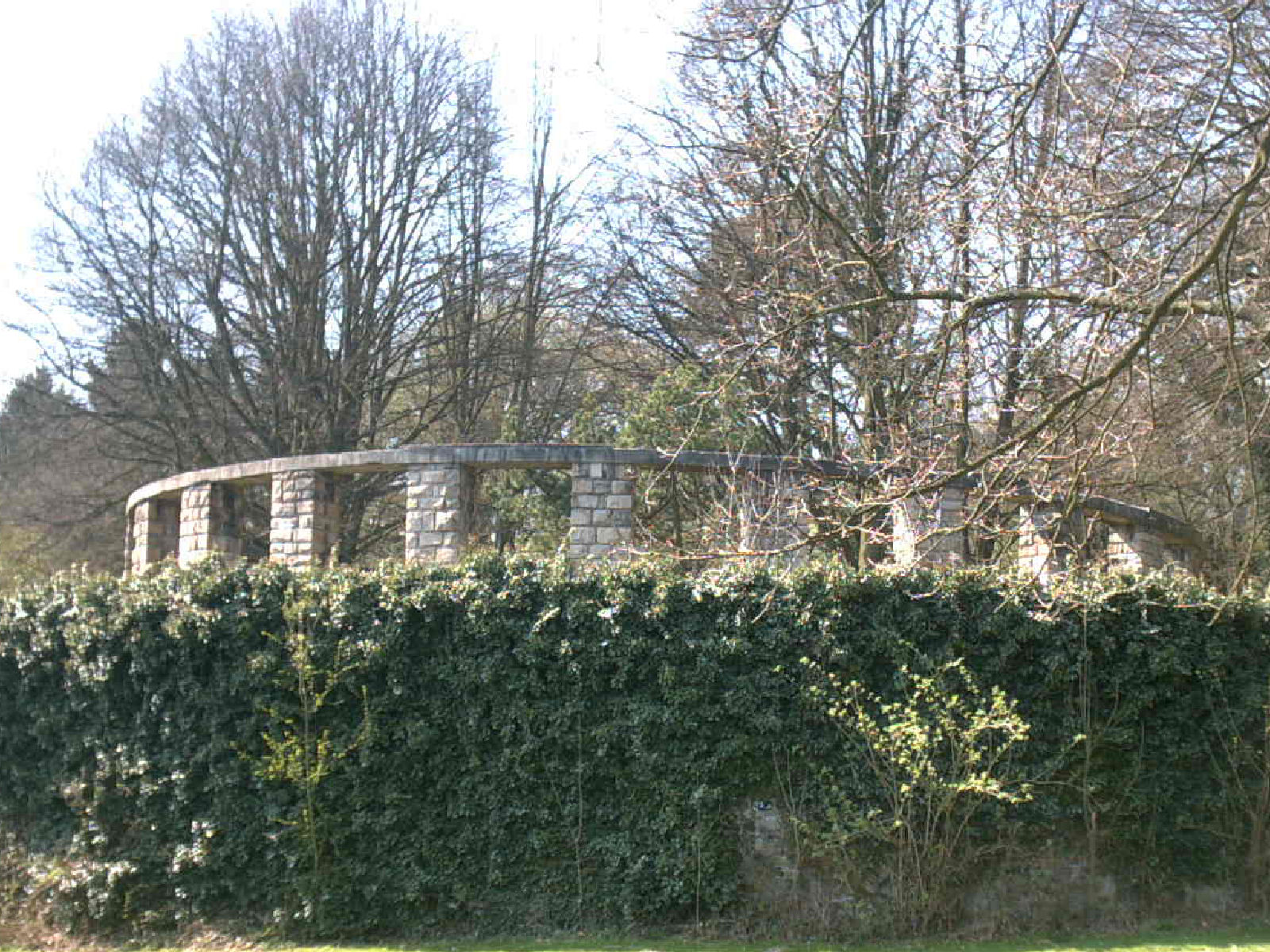
Ansicht von Osten

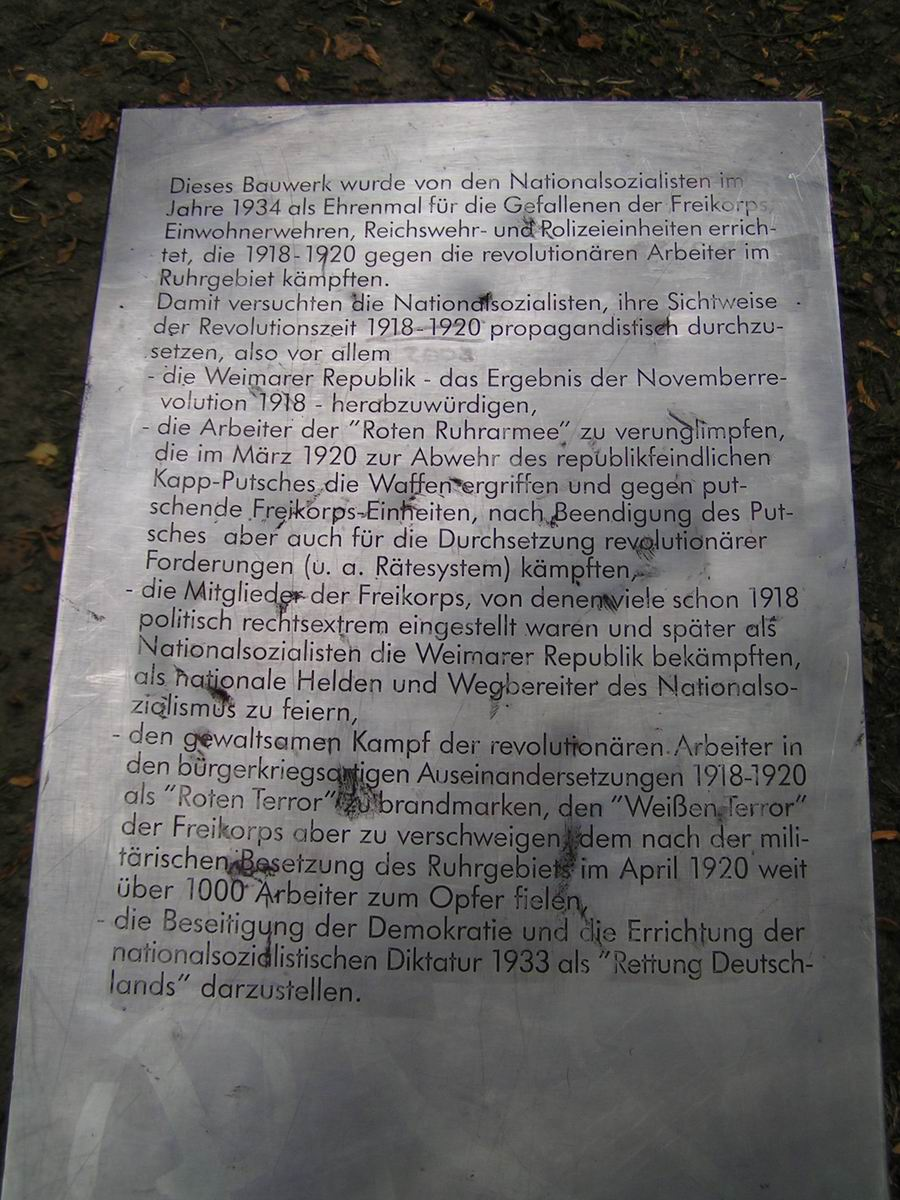
Erläuterungstafel bis 2011 (Text beim Historischen Portal Essen (PDF; 80 kB))

Das Ruhrkämpferehrenmal ist ein 1934 in der Zeit des Nationalsozialismus errichtetes Denkmal im Essener Stadtteil Horst. Es liegt in einem Waldstück unmittelbar über dem Nordufer der Ruhr etwa 100 Meter südöstlich von Haus Horst. 1985 wurde es zu einem Mahnmal umgewidmet.

## Geschichte und Bedeutung
Das Denkmal wurde auf maßgebliche Initiative des pensionierten Generalleutnants Oskar von Watter von April bis November 1934 nach Entwürfen des Essener Architekten Paul Dietzsch (1875–1943) erbaut, eines ehemaligen Führers der Essener Einwohnerwehren. Das Grundstück für das Ehrenmal der Westdeutschen Freikorps wurde vom Essener Unternehmer Wilhelm Vogelsang zur Verfügung gestellt. Die Einweihung fand am 4. November 1934 mit einem nationalsozialistischen Massenaufmarsch mit Hakenkreuzflaggen und weiteren Inszenierungen in Anwesenheit General von Watters statt. Die Straße, die damals direkt auf das Ehrenmal zulief, wurde General-von-Watter-Straße genannt. Die Benennung wurde 1946 wieder aufgehoben.
Das Denkmal wurde zur Erinnerung an gefallene Mitglieder der Freikorps, Einwohnerwehren, Reichswehr- und Polizeieinheiten errichtet, die 1918 bis 1920 im Ruhrgebiet gegen revolutionäre Arbeiter gekämpft hatten und insbesondere an der Bekämpfung des Generalstreiks im März 1920 und der anschließenden Niederschlagung des so genannten Ruhraufstands der Bergarbeiter beteiligt gewesen waren. Watter hatte als Befehlshaber des Wehrkreises VI in Münster bereits 1919 militärische Aktionen gegen streikende Arbeiter im Ruhrgebiet unternommen und führte im März und April 1920 im Auftrag der Reichsregierung den Bürgerkrieg im Ruhrgebiet und die Operationen der Freikorps und Reichswehrtruppen zur Niederwerfung des Arbeiteraufstands, der nach dem Scheitern des Kapp-Putsches ausgebrochen war. Viele der von Watter geführten Truppen sympathisierten teils offen mit den rechtsgerichteten Putschisten. Der Kampf gegen die Arbeiter wurde mit äußerster Brutalität geführt und Watter überschritt dabei mehrfach seine Kompetenzen, weshalb er anschließend von seinem Reichswehrkommando entbunden und pensioniert wurde.
Mit der Errichtung des Denkmals versuchten die Nationalsozialisten ihre Sichtweise dieser Ereignisse propagandistisch durchzusetzen, also die Novemberrevolution und als deren Ergebnis auch die Weimarer Republik herabzuwürdigen, die auf Regierungs- und Freikorpsseite Gefallenen als Wegbereiter und Vorkämpfer des Nationalsozialismus zu vereinnahmen und die Arbeiter der Roten Ruhrarmee, die im März 1920 zur Verteidigung der Republik gegen den Putsch und danach auch für die Durchsetzung weiter gehender revolutionärer Ziele gekämpft hatten, als „bolschewistische Horden“ hinzustellen, gegen die Deutschland seinerzeit von nationalen Kräften verteidigt worden sei. Im Ergebnis sollte die Machtergreifung der Nationalsozialisten 1933 und deren neues System damit zur „Rettung Deutschlands“ stilisiert und gefeiert werden.
Nach 1945 wurden die Tafeln mit den Namen der Toten abgenommen und die als „Nazidenkmal“ verrufene Anlage geriet weitgehend in Vergessenheit. General von Watter war 1939 kurz vor Kriegsausbruch gestorben.
1985 gab es Forderungen der DKP, das Denkmal abzureißen. Die Bezirksvertretung widmete das Ehrenmal daraufhin in ein „Mahnmal“ um. Der Text für eine Gedenktafel wurde 1988 vom Rat verabschiedet und die Tafel im folgenden Jahr am Mahnmal aufgestellt. Sie wurde 2011 durch Vandalismus demoliert und entwendet. Anfang November 2015 wurde durch das Steeler Archiv eine neu formulierte und mit historischen Bildern versehene Erläuterungstafel aufgestellt. Auch die neue Erläuterungstafel wurde im Oktober 2016 gestohlen und war Anfang 2024 noch nicht wieder ersetzt.
Die Anlage aus der Zeit des Nationalsozialismus soll heute als Mahnmal an die Auseinandersetzungen um die Gründung der ersten Republik in Deutschland erinnern.

## Beschreibung der Anlage
Die Anlage liegt auf dem eigens dafür angelegten Plateau etwa 25 Meter über der Ruhr auf 79 m Höhe. Sie besteht aus 24 kreisförmig angeordneten, aus Ruhrsandstein gemauerten, etwa drei Meter hohen rechteckigen Pfeilern oder Stelen („Monolithen“), die oben durch steinerne Stürze miteinander verbunden sind. Die Anlage hat einen Durchmesser von etwa zwanzig Metern und ist dem steinzeitlichen Monument von Stonehenge nachempfunden. In der Mitte des Kreises waren rings um einen runden, monumentalsäulenartigen Mauersockel Bronzetafeln mit den Namen der „gefallenen Helden unseres Ruhrkampfes“ (so die Essener Parteizeitung der NSDAP) angebracht, die nach dem Zweiten Weltkrieg entfernt wurden und sich heute im Essener Stadtarchiv befinden. Das Denkmal ist frei zugänglich.
Die ehemalige General-von-Watter-Straße verlief vom Denkmal aus in nordwestlicher Richtung über das Areal der in den 1970er Jahren errichteten Wohnsiedlung Hörsterfeld und ging an der Dahlhauser Straße in den heutigen Sachsenring über. Ab 1946 hieß dieser Verlauf ebenfalls Sachsenring und wurde schließlich mit der Siedlung Hörsterfeld überbaut.
Gleich im Osten der Anlage befinden sich die Stadtgrenze nach Bochum-Dahlhausen und das wenige hundert Meter Luftlinie von dem Mahnmal entfernt liegende heutige Eisenbahnmuseum Bochum.